# Ben (Verwaltungsbezirk)
Ben (persisch شهرستان بن) ist ein Schahrestan in der Provinz Tschahār Mahāl und Bachtiyāri im Iran. Die Hauptstadt des Kreises ist Ben.

## Demografie
Bei der Volkszählung 2016 betrug die Einwohnerzahl des Kreises 28.326. Die Alphabetisierung lag bei 84 Prozent der Bevölkerung. Knapp 62 Prozent der Bevölkerung lebten in urbanen Regionen.
| Zensusjahr | Einwohnerzahl |
| ---------- | ------------- |
| 2011       | 29.481        |
| 2016       | 28.326        |